# 不滅のあなたへ
『不滅のあなたへ』（ふめつのあなたへ）は、大今良時による日本の漫画作品。『週刊少年マガジン』（講談社）にて、2016年50号から2020年1号まで第1部「前世編」が連載された。続く第2部「現世編」は2020年8号から2022年47号まで掲載され、2023年8号からは完結編となる第3部「来世編」が連載され、2025年27号をもって完結した。第43回講談社漫画賞少年部門受賞作。2025年4月時点で累計部数は400万部を突破している。
作者の大今にとって本作はオリジナル長期連載作品として2作目となる大河ファンタジー漫画である。フシと呼ばれる、不死身の肉体と物体の性質を写し取る能力を持つ存在を中心に、それを観察する存在や周囲の人物との出会いと別れが描かれる。

## あらすじ
観察者によって、地上へ"球"が投げ込まれた。その"球"はありとあらゆるものの姿をうつし、変化することができる。"それ"は石、コケへと姿を変え、南方から現れたレッシオオカミへと姿を変える。あてもなく歩き続けると、一人の少年に出会う。雪に包まれ、地平線がどこまでも続く世界で少年は一人で生活していた。少年は豊かな土地に夢を馳せ、旅を始めるも挫折。志半ば命が尽きる。"それ"は少年の姿を獲得し、あらゆる刺激を求め、歩きはじめた。その様子を、観察者は常に俯瞰していた。

### 第一部「前世編」
ニナンナ編
ニナンナの村で暮らすマーチは「大人になること」を夢見ていた。しかしその夢はあっさりと絶たれた。山に住む巨大なオニグマへ捧げられる生贄として、マーチは選ばれたのだった。儀式を司るヤノメ人のハヤセがそれを伝えると、マーチは反抗したが、彼女と彼女の親を含め、誰にもそれを拒むことはできなかった。儀式の当日、マーチを家族のように思う少女パロナが、マーチを運ぶ一行を襲った。隙を狙ってマーチは脱走。その途中で、体を散々に壊された"それ"と遭遇した。食べ物を与えると、"それ"は母親を追うように後を追ってきた。マーチは"それ"をフシと名づけたが、その直後にハヤセによって連行され、オニグマの贄として祭壇へ磔にされた。彼女を救おうとパロナが割って入るが、直後にやってきたオニグマに攻撃され、絶体絶命かと思われた。そこへ、マーチを追ってきたフシが現れる。フシはオニグマの牙をものともせず、オオカミの姿となってオニグマを瀕死に追いやった。フシに興味を持ったハヤセは彼を手中に収めようと、マーチとパロナ諸共ヤノメへ連行した。
ヤノメ編
マーチたちは、生贄を選んでいた祈祷師のピオランとともに、馬車でヤノメへ向かっていた。ピオランは祈祷師を騙った罪人として移送されていたのだった。ヤノメへ到着してすぐ、一行はハヤセに薬を盛られて眠り投獄される。獄中でマーチは、同じく連れてこられた瀕死のオニグマの看護を任された。マーチは、これまで一方的に崇拝、畏怖されてきたオニグマを憐れみ、優しく接した。そんな中でオニグマは、穏やかな表情で最期を迎えた。そのころ、別の檻に捕らえられていたパロナは脱獄の計画をたてて、マーチたちは馬車で逃亡する。しかし、追跡するハヤセの矢によってマーチは絶命する。オニグマに変貌したフシがハヤセの部隊を倒した後、フシとパロナは村へ生還し、マーチの死を両親に伝えた。フシは一人、ハヤセの追跡から逃れるために村を離れた。
フシはどさくさに紛れて逃亡していたピオランと再会する。ピオランはフシに知識を与えた。フシはマーチの情報を得たことで「大人になる＝多くを知る」ことを覚え、知識を貪欲に飲み込み、会話を成立させるまでになった。2人はタクナハへ向かっていた。その道中、フシは得体の知れない怪物に襲われる。困惑する彼の前に、観察者が現れる。観察者はフシに、怪物がフシの得た情報を奪う力を持つ、フシの敵であると教える。フシはオニグマやマーチの力を駆使し、辛くも勝利、奪われた情報を取り戻した。
タクナハ編
親を持たない少年グーグーは、兄のシン共に幸福を夢見て働き、時たま市場で見かける良家の少女リーンへ思いを馳せていた。ある日、グーグーが帰宅すると、シンが稼いだ金を持って消えていた。途方に暮れるグーグーは、荷車から落ちた丸太からリーンを庇い、顔面を潰され瀕死となる。しかし、街の変わり者酒爺に治療を施され、以降は仮面を被り、彼の営む酒屋へ住み込んだ。グーグーは体内で酒を醸造できるよう改造されていたが、そのときは知らずにいた。それからしばらく経ち、2人の元をピオランとフシが訪れた。グーグーは風変わりなフシを気に入り、彼を弟分のように可愛がった。さらに家の窮屈な暮らしに耐えかね家出してきたリーンが酒屋へ住み着き、騒がしくも平和な日々が過ぎていった。しかし再び怪物――ノッカーが襲いくる。フシは前回以上に苦戦、グーグーは体内の酒を用いて火炎放射を覚え、大勝利を上げた。
それから4年が経過した。グーグーは屈強になり、フシは1度足りとも姿を変化させず、青年へと成長を遂げていた。グーグーはリーンと懇意になっていたが、醜い顔面のせいで思いを伝えきれなかった。リーンの屋敷で彼女の誕生日会が開かれた日、石を吸収して力をつけたノッカーが襲来した。襲撃によって屋敷は崩壊し、グーグーはリーンを庇い、最後の最後に想いを伝えて絶命する。グーグーの姿を得たフシは、火炎放射でノッカーを退けたが、逃してしまう。フシはタクナハに別れを告げ、ピオランと共にノッカーを追った。
ジャナンダ島編
新たな力を獲得しようと密林を目指すフシとピオランは、手違いから、罪人とその家族を隔離するジャナンダ島へ送られてしまう。フシは手違いを犯した張本人である少女トナリから、島を出るには、島長を決める闘技場で優勝するのが唯一の方法だと告げられ、訳も分からず出場し、バトルロイヤルを生き残り、勝ち抜きの本戦へ進出する。トナリはフシを島長に仕立て、仲間と共に脱出しようと企てていた。一方的なトナリにフシは反抗するが、結局成り行きで戦いに出場し、順当に勝ち上がった。その途中で、かつて自身を助けたパロナの姿を獲得、彼女の死を知った。残すは決勝戦というところで、ノッカーが島に現れる。一部の情報を奪われたフシは苦戦するが、トナリたち島民の力を借りて勝利し、奪われた情報を取り戻した。これをきっかけにトナリたちとも和解し、彼らと協力して島からの脱出を図る。ついに決勝戦、その相手はフシを追い島へやってきたハヤセだった。多彩な力を持つフシ相手に、ハヤセは熟練の技術と毒を用いて勝利した。そして、島長の権利をトナリに譲渡するのを条件にフシを手に入れる。トナリたち子供とピオランは島を脱出し、フシは囚われの身となった。しかし、トナリはフシを助けようと、1人島へ舞い戻る。2人は無事に落ち合うが、再びノッカーの襲撃。ノッカーは島の死体を操り、ゾンビの如く攻撃を仕掛けた。フシと島民は必死に応戦するが、多くの死者を出してしまう。事後、フシはハヤセを縛って連れ、島を離れた。海上で縛ったままのハヤセを置き去りにし、フシは1人で陸へ上がった。その後、ハヤセは生き残っていたノッカーに襲われる。フシは道中で再会したピオランと共に旅立つが、彼女は老いに犯されていた。ピオランはフシにのみ見える観察者に、フシの傍で生まれ変わりたいと告げて、息を引き取った。
サールナイン島編
ピオランの死後、フシはサールナイン島で40年を過ごし、襲来するノッカーを撃退する日々を送っていた。そんなある日、彼の元へフシの守護団を名乗る一行と、団長のヒサメという少女が現れる。ヒサメはハヤセの孫で、彼女が左腕に宿していたノッカーの核を備えていたため、ハヤセの生まれ変わりと呼ばれていた。フシはハヤセとの因縁からヒサメを嫌ったが、純真な彼女を次第に受け入れ、ノッカーが襲った村へと行動を共にする。道中、フシは村へ支援にやってきた男女と出会う。女性はフシを助けようとやってきた、成長したトナリだった。ヒサメの左腕と交戦した結果、トナリはノッカーに根を張られ、ついに絶命する。彼女の姿を獲得したフシは初めて彼女の正体を知った。その後フシは、敗走していたヒサメを守護団に届け、観察者の提案で街へ出る。
ウラリス王国編
街で生活を始めたフシの元には、度々守護団が現れた。ヒサメの孫は彼女の左腕の力を継承し、その孫、その次もまた同じだった。フシは6代目の継承者であるカハクという青年と行動するが、途中で、ウラリス王国のボンシェン王子によって捕らえられる。彼の部隊を仲間に引き入れたいと考えたフシは敢えて捕らえられた。
王都レンリル編
カハクの左腕ノッカーが、ノッカーの軍勢が一年後にソニア王国の王都レンリルを襲撃することをフシらに伝えた。ベネット教総本山での戦いで無力さを痛感したフシは、観察者から助言を得つつ、ボンの発案で船にこもり修行を開始する。やがて、船全体に根を張ることで船と一体化し、感覚野を広げることに成功したフシ。ノッカーの襲撃が半年後に迫る王都レンリルにて、ボンが用意した新たな仲間たちの協力を得たフシは、素性を隠した「賢者」として着実に街を作り替えていく。

## 登場人物
声の項はテレビアニメ版の声優。

### 主要人物
フシ
声 - 川島零士
本作の主人公。あらゆる物から強い刺激を受けることでその性質を記憶・模倣する機能を持つ器物。当初は意識と呼べるものさえ持たない球体だったが、石、コケの姿を経て、力尽きたレッシオオカミのジョアンをコピーしたことで意識を獲得、その後、ジョアンの飼い主である少年の姿になり、徐々に自我と呼べるものを確立していった。
少年の姿になって以降も自らが刺激を受けたものをいくつも獲得し、状況に応じて適した姿に変化している。最も自分だと思える姿として、少年の姿が標準となっている。
上記で挙げた模倣能力の他、無尽蔵の再生能力を持ち、たとえ死亡したとしてもその体は自動的に修復され何度でも蘇る。名前の「フシ」はこの不死身の性質から名付けられている。また、他者が抱える物理的な痛みを感じ取る能力が備わっており、負傷した人間や調理される生物などが傍にいると、それを感知できる。
自身が生物に変化するのみならず、刺激を受け“獲得”していれば物体を体から無尽蔵に生み出すこともできる。
作中では武器、食料、義足などを生み出しているが、生物に関しては新鮮な遺体を生み出すのみで、生きた状態のものを再現することは不可能だと思われている。しかし、68話にてある城主の令嬢の遺体を複製した際、それが復活している。この事実は混乱を防ぐために、それを目撃したボンのみが知っている。生物の復活には「複製する相手が生きている状態を目視し、生きた存在だと認識する必要がある」という条件があると推測されており、実際、フシが生前の姿を見たことのない相手の遺体を作り出した際、それが動き出すことはなかった。だが、本当の条件は「その霊が天国に行かず現世に残ることを選んだ」ことである。
観察者（かんさつしゃ）
声 - 津田健次郎
真っ黒なローブを着た人物。序盤は姿を見せず、物語の不明瞭な部分を補完するナレーターとしての役割だったが、やがて実体を現しノッカーと対峙したフシに助言を与えた。以降は度々フシに助言を施す。僅かな例外を除けばフシ以外からは認識されず、フシを含めた世界の存在側からは触れることができない。
フシを通じてその存在は周囲の者にも知られており、見えず聞こえないながらも「黒いの」「ミスターブラック」などと呼ばれている。その正体は本作の世界を作った創造者であり、いわゆる神にあたる存在。
サトル
声 - 花守ゆみり
現世編で登場する11歳の謎めいた少年。度々フシたちの前に現れる。
正体は観察者が現世で行動するために用意した姿。フシを通して世界を見たことで創造主としての役割から降りるかどうかを決めるために現世に降り立った。
少年（しょうねん）
声 - 川島零士
銀髪で明るい性格の少年。名前は作中で語られなかった。故郷である海沿いの集落にいた大人が楽園と呼ばれる場所を目指して出ていった後、老人と一緒に過ごしていたが、現在は“少年”の他は死に絶え、レッシオオカミのジョアンと暮らしていた。気丈に振る舞い、大人たちが目指した楽園へ自分も行きたいと抱負を語る。その後ジョアン(の姿を得たフシ)と楽園を目指して旅立つが、川へ落下した際の負傷が原因で、楽園に到達することなく息絶えた。死に際、フシに、自分を忘れないでと言い残す。
ジョアン
“少年”が飼っていたレッシオオカミ。冒頭の2ヶ月前に“少年”の元からいなくなり、コケの姿になっていたフシの上で息絶えた。その姿は嗅覚を必要とする際などにたびたび使われるほか、「ジョアン」もフシの偽名として利用される。

### ニナンナ・ヤノメの人々など
マーチ
声 - 引坂理絵
ニナンナに棲む幼女。大人になることに執着し、大人になってゆく子供たちを羨望していた。パロナとのままごと遊びに興じることが多い。家族構成は父親（声 - 加藤将之）、母親（声 - 恒松あゆみ）、妹で赤子のリサがいる。ある日オニグマへの生贄に選ばれ、自分が大人になれずに死ぬことを突きつけられて絶望するが、フシとの出会いがきっかけでヤノメへと旅立つ。
出会った当初、ほとんど自我が希薄で赤ん坊のようだったフシに、母性に似た感情を抱いていた。木や壁を登るのに長けている。パロナを射た矢から彼女を庇って絶命した。死後は幽霊となり、フシの傍についている。王都レンリルにてノッカーとの戦争中に蘇生、オニグマを飼いならし戦いに加勢した。終戦後フシが結果的に自我を失ってしまったことを受け止められず、妙薬で服毒自殺をしフシの傍で眠るように息を引き取った。
パロナ
声 - 内田彩
ニナンナに棲む少女。幼いころに家族を失い、長らく一人で生活していた。マーチのままごと遊びに参加するなど、マーチとは血縁のない家族のような関係にあった。
幼い頃、姉のペンナ（声 - 原紗友里）が自身を庇いオニグマへの生贄に選ばれ、亡くした過去を持つ。そのため、生贄に選ばれたマーチを救おうと奮闘する。
マーチが自分を庇って死んだ際に後を追おうとするがフシに止められ、マーチの手紙を持ってニナンナへ帰還する。その後、ハヤセによって首を刎ねられ死亡した事が判明する。
ピオラン
声 - 愛河里花子
オニグマへの生贄を選ぶ役目を持った祈祷師の老婆。しかし本来は罪人であり、偽物の祈祷師の役割を演じさせられた後にフシたちとともにヤノメの牢獄に監禁される。タクナハ出身。
ヤノメを脱出した後、フシと2人で旅立ち、フシに人間の言語や生きる術を教えた。フシ、グーグー、酒爺と共にタクナハで4年間生活した後、彼の旅に同行する。
その後、フシと共にジャナンダ島に捕らえられるが脱出。しばらくしてフシと合流する。自身の若いころはリーンのような美しい少女であったことを語っている。その後老いに蝕まれ、認知症のような症状を発症したのち、やがて死亡する。その直前に見えざる観察者と取引を交わし、フシの傍に生まれ変わりたいと願った。
ハヤセ
声 - 斎賀みつき
ヤノメ人の女性。ニナンナの生贄の儀式に携わり、儀式の当日までマーチを監視していた。オニグマが倒された後はマーチたちをヤノメへ拉致した。フシの奇跡的な戦いを目撃して以来、彼に執着する。脱走したフシたちを追い、マーチに致命を与え、オニグマの姿を借りたフシの反撃に遭う。
その後、ジャナンダ島へ訪れ島長決定戦へ出場し、顔全体を覆う大けがを負った姿で現れてフシと対峙、圧倒した。ジャナンダ島を出た後にノッカーに寄生され、死亡したかに思われたが、漂流先で介抱された後に子孫を残していた。彼女の子孫達はフシの守護団となり、度々フシの前に姿を現した。

### タクナハの人々
グーグー
声 - 白石涼子（少年）、八代拓（青年）
兄のシンと共に召使いとして働く少年。市場で見かけるリーンに思いを寄せていた。ある日、荷台から転がった丸太からリーンを庇い、顔面を損傷する大怪我を負う。
その際酒爺に救われ、怪物のように変貌してしまった顔を隠すために仮面を被り、以降は酒爺の酒屋で使用人として働くようになる。ピオランが連れてきたフシと意気投合し、兄弟のような関係を築く。
酒爺による人体改造によって体内に酒を貯蔵し、それを利用した火炎放射で木のノッカーを退治することに成功する。筋肉質で大柄な身体を持つため力持ち。4年後、石化したノッカーによる2度目の襲撃の際、崩壊した屋敷からリーンを庇って絶命する。死後は幽霊となり、フシの傍についている。火炎放射能力が優秀で、ノッカーとの戦闘時に姿を借りられる事が度々ある。王都レンリルとノッカーとの戦争中に蘇生し、戦いに加勢する。終戦後は王都レンリルに住みフシを見守りながら生活を送っていたが、反フシ派との抗争で重傷を負ったことで、妙薬を使い穏やかな死を迎えた。
現代編で復活させられ学生をやっている。
リーン
声 - 石見舞菜香
裕福な屋敷で生まれ育った美少女。両親から束縛されて暮らす毎日に嫌気がさしている。家族構成は父親（声 - 堀総士郎）、母親（声 - 原島梢）、その他に侍女（声 - 夏吉ゆうこ）と雇われ男（声 - 陣谷遥）がいる。また、ミール（声 - 夏吉ゆうこ）という犬を飼っている。ある日、街中でミールとはぐれてしまった際、素顔のグーグーにミールを見つけてもらう。その際にお礼として高価な指輪をグーグーに渡している。
その後、ユメキキョウを探していた時に丸太の事件が起こり左腕に小さな傷を負う。それを治すために酒爺の営む酒屋を訪ね、仮面を被ったグーグーと再会する。初めはフシに思いを寄せて酒屋へ日常的に通っていたが、酔っ払ったグーグーに愛していると告げられ、グーグーを意識するようになる。
4年後、指輪を渡した少年がグーグーだったこと、グーグーからユメキキョウを送られたことで、彼が運命の人であり命の恩人だと知ったのをきっかけに思いを伝えようとする。しかし、直後にノッカーの襲撃でグーグーが死亡してしまう。その後は誰とも結婚しないと父親に告げ、亡きグーグーに思いを馳せていた。それからおよそ40年後に、死亡していたことが判明している。
酒爺（さけじい）
声 - 利根健太朗
ピオランの恋人である酒屋を営む老人。酒に関する研究に没頭し、犯罪紛いの行為にまでおよんでいるため周囲からは奇人と呼ばれている。大怪我をしたグーグーを救った恩人だが、同時に好奇心で彼の体に酒を保管する新たな臓器を移植している。4年後には、松明を使用しなくても火炎放射が可能な対ノッカー専用の仮面を作成。これをグーグーにプレゼントとして贈っている。40年後、死亡していたことが判明した。
王都レンリル編では、フシが力を使いつつ素性を隠すために、フシはその見た目を用いて「仙人」として活動していた。
シン
声 - 阿部敦
グーグーの兄。グーグーとともに熱心に働いていたが、悪い友人（声 - 白石兼斗）とつるむようになり、ある日金を持って姿を消した。その後、行き倒れていたところをグーグーに見つかり、リーンから貰った指輪を渡され、これを売って生計を立てるように言われる。その際、グーグーからは自身に兄などいないと突き放される。
4年後、改心して農具を売る仕事を始め、安定した収入を得るようになる。そしてグーグーの元へ訪れ、一緒に暮らそうと提案するが、「いまの生活が奇跡であり、大切な財産だ」と断られてしまう。その際、預かっていたリーンの指輪をグーグーに返すよう、リーン達に託す。彼もまた40年後、死亡していたことが判明した。フシとはあまり交流が深くない相手だったが、後の世で交渉事を行う際にその姿を借りられることがある。

### ジャナンダ島の人々
トナリ
声 - 稲川英里
ジャナンダ島で暮らす14歳の褐色肌の少女。母親（声 - 大井麻利衣）殺害の容疑でジャナンダ島へ島流しとなった父親を追って、7歳の時に島へ渡った。父親が彼女の8歳の誕生日に贈った白紙の本に、以降の自分の経験を物語と称して書き留めている。港でフシと出会い、変装したハヤセから「フシは必ず島長決定戦で優勝するから、囚人の船へ乗せるといい」と助言される。以前から島から脱出することを夢見ており、これを実現するためにフシを島へと誘った。最初は飄々とした態度からフシと対立していたが、やがて和解し、協力してノッカーを倒した。
第7巻にて、推定50代の初老の女性となって再登場。フシと別れた後はジャナンダ島の島長を務めつつ、そのころから定期的に毒物を服用し、その量をどんどん増やして毒への耐性を作っていくという訓練を始めていた模様。フシとの再会時時点ではすでに現存するほとんどの毒物に対する抗体を得ており、その体をフシに獲得させるため、フシを追って島を出た。フシと再会するまでに守護団と幾度もやりあっていたようで、守護団に不倶戴天の敵として嫌われている。ヒサメの左腕のノッカーに寄生され、ノッカーに全身を内側から破壊されて息絶えた。死後は幽霊となり、フシの傍についている。フシに仲間を作る事の大切さを教えた存在で、カハクの世代までの200年間ほどの守護団とのやり取りでフシが何度も姿を借りたり（この事で世代を超えてトナリは守護団にとって忌避的な存在と化している）、幽霊が見えるボンが少年時代の話し相手として交流を持ってそれが後のフシとの出会いにも関連しているなど、彼の辿る運命において重要な役割を果たしている事が多い。現代編で少女の頃の姿で復活させられた。
前述の肉体のほか、のちに複製され伝記ともなった前述の物語「トナリの日記」の原本を所持しており、そこにはあらゆる毒物・薬物の作成法、使用法、効能が記されている。
エラン・ジー・ダルトン
声 - 金光宣明
屈強な体格の男、トナリの父親。妻を殺した罪で流刑となり、ジャナンダ島へ渡った。島を脱出するために島長決定戦へ出場し、優勝し島長に就くも、仇討ちに遭い毒殺される。
ウーロイ
声 - こぶしのぶゆき
ジャナンダ島で暮らす少年。大柄な体格。好きな食べ物は鶏肉。弓矢の扱いに長けている。フシ、トナリ、サンデルを庇ってノッカーに寄生されて死亡した。火薬矢を使った弓はノッカーへの効果が高く、戦闘時にフシがその姿を借りることが多い。
ミァ
声 - 夏吉ゆうこ
ジャナンダ島で暮らす少女。趣味はうねうねの髪を見つけること。トナリが9歳の時に彼女と知り合い、似通った境遇にいることから友達になる。木製の折りたたみ椅子を持ち歩き、武器として使用している。絵描きのモデルになることを夢見ている。トナリたちとともにノッカーと戦うが、寄生されたウーパの攻撃によって致命傷を負う。その後、ノッカーに寄生され死亡。刃物が扱え身軽な彼女も、ウーロイ程ではないがノッカーとの戦闘時に姿を借りられることがある。
サンデル
声 - 小林ゆう（少年）、興津和幸（成年）
ジャナンダ島で暮らす褐色肌の少年。11歳。島外へ脱出後は医者になりたいと願っている。ウーロイたちが死亡した中、トナリと共に生還し、島の統治に協力していた。成長後は医者になり、トナリと共にフシを追った。トナリの死を看取ったのちフシと別れ、その後の人生は語られていないが、200年後のウラリス編でフシが姿を度々借りる事になる。医者としての技術や知識が必要な際にその姿を借りられることが多い。
ウーパ
声 - 小原好美
ジャナンダ島で暮らす少女。小柄で、頭に布を巻き、いつも左目を隠している。島生まれで、外の世界を知らないでいる。トナリたちとともにフシを歓迎して、度々牛の血液を勧めている。トナリに協力してノッカーと戦うが、ノッカーに寄生され死亡、遺体はそのままノッカーに操られ、奇襲のための隠れ蓑にされた。一行から初めての犠牲者となった。
ナンド
声 - 奈良徹
ジャナンダで暮らす青年。母親が罪を犯し、弟（声 - 青山玲菜）と共に島へ渡った。弟を島外へ連れ出すために島長決定戦へ出場し、準決勝まで勝ち進むもフシに敗れる。カツヤマ拳法の使い手で、戦いの序盤では体術だけでフシを圧倒した。その後、多数の子供たちと共にジャナンダ島を出る。40年後、死亡していたことが判明した。戦闘力が高いため、ノッカーとの戦闘時に姿を借りられることがある。

### 守護団
ヒサメ
声 - 楠木ともり
ハヤセの孫で、9歳にしてフシの守護団団長を務める少女。フシに出合い頭にくっついて困惑させた。以降もフシに対してくっつきたがり、彼女の孫、その子孫たちにも同じ癖が見受けられる。彼女の左腕にはノッカーが寄生しているが、それ以上の侵食はせず共存関係にある。このことからハヤセの生まれ変わりと呼ばれており、ハヤセもまた「自身の孫に生まれ変わる」という遺言をのこしていた。フシと別れた後、17歳で娘・オウミを出産し、妊娠しているオウミがフシを訪ねる半年前に死亡。
オウミ
ヒサメの娘。フシに挨拶をした時点でウシオを身籠っていた。
ウシオ
オウミの娘。ヒサメに次ぎ、ハヤセの継承者の2代目。髪型はオウミのものを後継している。ヒサメやオウミに比べるとやや遠慮がち。
チスイ
ウシオの孫。3代目の継承者。
カハク
声 - 斎賀みつき
6代目の継承者。その歴史の中で初の男性。継承者は本来女性であるが、先代が女性を産まずに死んだためやむなく彼が後継した。基本的に冷静で穏やかな少年で、先祖たちにあったまとわりつく癖は当初見られなかったが、パロナの姿になったフシに一目惚れして以降は先祖同様執拗に絡んでいる。世代を経たことで左腕のノッカーとはかなり同調しており、自らの意思で自在に操れるまでになっている。
左腕のノッカー（仮称）
カハクの左腕に寄生しているノッカー。ハヤセ、ヒサメ、ウシオなどに寄生していたものと同一の固体かは不明。意思をもっており、独学で文字の読み書きを学び、カハクの左腕を乗っ取って文字を書くことでフシやカハクと意思疎通をする。
彼（彼女？）により、ノッカーの目的が明かされることとなった他、王都レンリル編ではノッカーのレンリル襲撃をフシらに告げている。

### ウラリス王国
ボンシェン・ニコリ・ラ・テイスティピーチ＝ウラリス
声 - 子安武人、内山夕実（少年）
ウラリス王国の第1王子。ボン様、ボン王子と呼ばれる。尊大かつやや幼稚さが抜けきっていない人物。性格の幼さゆえに王位継承が叶わず、フシを捕らえて手柄を立てることで王を見返そうと躍起になっている。
誰に対しても分け隔てなく深い愛情を注ぐ純粋な人物で、兵士、市民を始め多くの者からは（威厳ある王子というよりは親しみやすい隣人として）慕われている。
幽霊・死者の魂と不自由なく会話できるほど強力な霊媒能力の持ち主であり、幼少期から王宮に居つく幽霊たちに様々なことを教わりながら過ごしていた。一方、霊が見えない周囲の者からは奇人扱いされており、一度は悪魔祓いの儀式まで受けさせられた。
寝かしつけ役をしていたトナリの霊から不死身の少年、フシの手がかりをもらい、彼の元へ現れた。パロナの姿をしていたフシの背後にマーチやオニグマの姿を目撃するなど、その目は偽りではない模様。観察者のことも認識し意思疎通を図ることができ、観察者を「ミスターブラック」と呼ぶ。
8巻・9巻にて、ベネット教教団によって悪魔と交信する異端者として捕らえられ、そこで「フシへの関心を捨てベネット教に忠誠を誓え」と迫られるも拒否。その結果処刑されることとなるが、間一髪フシの手で替え玉を用意され命拾いする。この一件で表向きボンシェンは死んだこととされ、ボンシェンの友人「ハルマキ男爵」として生きることとなる。フシ自身は不可能と思っているものの、フシの力で死者蘇生ができることを知っている唯一の人物でもある。
王都レンリルとノッカーとの抗争中に全てを奪われ球に戻ってしまったフシを目覚めさせるため自ら剣で自殺。それがきっかけでフシはボンシェンの身体で目覚めることができた。ボンシェンの幽霊を見る力はボンシェンの姿のフシにもあり、それによってフシは生前に会ったことの無い人間でも、霊体から刺激を得て肉体を作り、復活させることが可能になった。また、ノッカーに奪われた記憶も、その霊体から改めて刺激を得ることで戻る。終戦後は、フシの根がつながったウラリス王国で蘇生。その後、老衰で安らかに息をひきとる。
国王
声 - 宇垣秀成
ボリューミーな髪型で穏やかな表情の男性。ボンとトルタとポコアの父親。自己犠牲的なトルタを次期国王に選んだ。
女王
声 - 日笠陽子
奇抜な装いの女性。ボンとトルタとポコアの母親。この時代の人間としては良識ある人格者だが、さすがにボンの奇行ともいえる振る舞いにまでは理解がない。彼女なりの形でボンの将来を案じている。
トルタ
声 - 潘めぐみ
ボンの弟。父親似の穏やかな顔立ち。ボンからは鼻たれトルタと呼ばれる。小遣いを孤児院や病院に寄付するという人格者の面が評価され、次期国王に選ばれた。
ポコア
声 - 古賀葵
ボンの妹。愛らしい少女で、舌足らずな話し方が特徴。
フェン
声 - かぬか光明
ウラリスの城のキッチンに住む男性の霊。その姿はボン以外からは認識されない。生前はキッチンの天井に住み着いていた男で、城が攻め込まれた際に死亡した。坊主頭に刀剣が突き刺さっている。女王が料理にブロッコリーを忍ばせるとボンに告げ口していた。
ニクソン
演 - 吉野裕行
みすぼらしい装いの男性で、左腕がない。ボンの剣の相手をしていた。こちらもボンにしか姿が見えず、物体をすり抜けて行動していることから、幽霊の類であると推測される。
アイリス（トド）
声 - 渡辺明乃
ボンの付き人をしている女性。幼いころに仕立て屋の父（声 - 萩野晴朗）と共にウラリスの城で働いていたが、ボンに話しかけられたことが「王子を誘惑した」と曲解されてクビになってしまい、刺繍を施したハンカチをボンへ残して城を去った。その後は家の傍に建ったスイーツ屋にはまって肥満体型になり、成長して城の侍女の面接を受けにきた際、ボンから女だとは知らずに「椅子係（文字通りボンの椅子になる役）」として雇われた。ノッカーの討伐遠征に出たボンにも危険を顧みずに連れ添い、異端者扱いされた彼と共に檻へ入れられ、劣悪な環境によってやせ細り、かつての可憐な姿へ立ち戻った。
サイリーラ
声 - 宮本充
ベネット教の聖職者。周囲から神の使いと呼ばれているフシを悪魔の使いとして捕らえ、鉄の中に閉じ込めた他、そのフシに関心を向けるボンを異端者として捕らえ、処刑しようとした人物。

### 王都レンリル編
アルメ王女
声 - 下屋則子
王都レンリルの王女。ノッカーの襲撃を阻止するためにやってきたフシ、ボンらの一行に対して懐疑心を抱いたまま対応していた。一行の仲間のメサールとは旧知である。
エコ
声 - 広橋涼
珍しい土器人の少女。弟と共に見世物小屋の商品にされていたところをフシに救出される。その時点で姉弟はすっかり弱っており、弟は死んでしまった。その後は唯一発した言葉の「エコ（猫を舌足らずに発音したもの）」からフシにエコと名付けられ、共に行動する。人並み外れた五感を持っている節があり、水路の汚染やノッカーの襲来に関していち早く察知した。土器人は言語を話す文化がなく、土器人同士は持ち歩いている土器に触れ合うことで脳内のイメージを共有して意思疎通する。ただ言語を理解できないわけではなく、フシの言動に一喜一憂することが多い。
カイ・レナルド・ロウル
声 - 加瀬康之
ウラリス軍の兵士。ボンシェンが集めた「不死身の仲間」。武器製造に長ける。
ハイロ・リッチ
声 - 石川界人
元ベネット教本山の主領兵。ボンシェンが集めた「不死身の仲間」。痛みを感じない体質を持つ。
メサール・ロビン・バスタル
声 - 宮下栄治
ボンシェンの旧友。ボンシェンが集めた「不死身の仲間」。アルメとは異母兄妹。
カム
声 - 落合福嗣
レンリルの市民兵の1人。
ユイス
声 - 関根明良
レンリルの市民兵の1人。
セラ
声 - 福原綾香
レンリルの市民兵の1人。
セバス
声 - 沢城千春
レンリルの市民兵の1人。

### 現世編
ミズハ
声 - 楠木ともり
ヤノメ出身の中学2年生。学業やスポーツに長けており、学校では有名人となっている。ハヤセの子孫で、フシとは母イズミを通して因縁がある。
アオキユーキ
声 - 藩めぐみ
ミズハが通う中学の後輩の少年。オカルト研究部の副部長を務めており、ミズハに好意を抱いている。
ハンナ
声 - 内田彩
ミズハの同級生の少女。手先が器用で、創芸部の部長を務めている。
タマキ
声 - 落合福嗣
オカルト研究部の部員。「力担当」を自称している。
センバ
声 - 沢城千春
オカルト研究部の部員。「頭脳担当」を自称している。
アイコ
声 - 古賀葵
ユーキの妹の小学6年生。
カズミツ
声 - 樫井笙人
ユーキとアイコの祖父。

### 来世編
人形
来世編の主人公格。

## 用語

### 生態系
レッシオオカミ
寒冷地に生息する狼。作中ではジョアンと名付けられた個体が人間によって使役されていた。
カニフラワー
甲羅の背に大きな花が生えた蟹。食用として重宝されており、作中では身を丸ごと茹で、花はむしり取ってサラダにされた。目が虫でできているため視力が極めて低い。
ミユツビフクロウ
毒性のあるフクロウ。トナリがリガードという名前の個体を飼っていた。3本の指の1つから毒を出す。毒はニシアサガオのものと似ている。
ヒトカケノコウモリ
強力な毒を持つコウモリ。体の少量を服用しただけで強烈な嘔吐感に脅かされる。
タネガエル
毒性のあるカエル。
ウミカガシ
毒性のあるヘビ。
ニシアサガオ
少量で人間を眠らせる毒を持つ。ハヤセが人を眠らせるために重用していた。
ブスレンゲ
数分で死をもたらす毒性の花。
ウラミカズラ
毒性のある植物。

### 土地
ニナンナ
マーチやパロナが棲む国。無数の集落によって構成されている。巨大な山の神オニグマの言い伝えが残される聖地。毎年無垢な少女1人が生贄としてオニグマに捧げられる風習が長らく続いている。
ヤノメ
ハヤセが棲む国。ニナンナよりも格段に栄えている。ニナンナの生贄の儀式を執り行う役目を持つ。
タクナハ
ピオランの故郷であり、グーグー達が棲む国。ヤノメと毎晩戦いを繰り返している地域がある。（ピオランの帰郷時点）
ジャナンダ島
殺人犯とその家族が収容される島。島民の証として、罪人には三角形の中に丸が描かれた、家族には三角形のみの焼印が掌に押される。島には法律が制定されておらず、殺人が横行している。
島最大の行事として、闘技場にて島長を決める戦いが行われている。最初に8組に分かれて予選を行い、最後まで立っていた者が決勝本戦へと進む。本戦は一対一の勝ち抜き戦。優勝者は島の全権限を手にし、どのような横暴も通すことができる。ただし優勝者を狙った殺人が毎回起こっているため実質的には意味を成していない。島長が死ぬと三日後には新たな大会が催されるなど大会は不定期かつ高頻度で行われている。
レンリル
ソニア王国の王都。平和で美しい城郭都市。堀、城壁に加え、大きな城や水道の存在から、かなり発展していることが見受けられる。

### その他
オニグマ
背に無数の矢が突き刺さった巨大な熊。ニナンナに降り立った人間がオニグマの富を勝手に奪い、怒りから人間を食べるようになったと言い伝えられていた。フシとの戦いで致命傷を負い、行動不能に追い込まれる。その後ヤノメへ移送され、マーチの治療を受けるものの息絶える。その後はフシがオニグマがの姿を獲得し、度々ノッカーとの戦闘に使用している。
ノッカー
フシを追跡する正体不明の生命体。作中で確認できるだけで少なくとも数十体以上存在し、どの個体も共通して球体に血管のような触手ががからみついた姿をしている。その触手を物体に刺し神経のように内部を這わせることで物体を生物・無生物問わず支配下に置くことができ、それらに寄生することで事実上の擬態を行うことができる。
また、フシが獲得した姿（≒記憶）を奪う力もあり、奪われた記憶の中に人物または物体があった場合、フシはその人物・物体への変身ができなくなる。
共通してフシに敵対するような素振りを見せており、ことあるごとにフシから記憶を奪おうとするほか市井の人間を襲っては死傷者を出している。対峙したフシ曰く「からっぽ」であることから、少なくとも魂は持ち合わせていないようである。
ファイ
現実でいう「魂」や「幽体」に相当するもの。
観察者がごくまれに口にするほか、ノッカーも「ファイ」と何らかのかかわりがある描写がある。

## 評価・受賞歴
| 発表年 | 賞                       | 対象           | 部門・結果     | 出典   |
| ------ | ------------------------ | -------------- | -------------- | ------ |
| 2017年 | このマンガがすごい！2018 | 不滅のあなたへ | オトコ編・3位  | [ 20 ] |
| 2018年 | マンガ大賞2018           | 不滅のあなたへ | 5位            | [ 21 ] |
| 2019年 | 第43回講談社漫画賞       | 不滅のあなたへ | 少年部門・受賞 | [ 8 ]  |

## 書誌情報
- 大今良時 『不滅のあなたへ』 講談社〈講談社コミックス〉、全25巻
  1. 2017年1月17日発売[22]、ISBN 978-4-06-395842-3
  2. 2017年3月17日発売[23]、ISBN 978-4-06-395887-4
  3. 2017年6月16日発売[24]、ISBN 978-4-06-395955-0
  4. 2017年9月15日発売[25]、ISBN 978-4-06-510189-6
  5. 2017年11月17日発売[26]、ISBN 978-4-06-510385-2
  6. 2018年2月16日発売[27]、ISBN 978-4-06-510963-2
  7. 2018年6月15日発売[28]、ISBN 978-4-06-511410-0
  8. 2018年9月14日発売[29]、ISBN 978-4-06-512231-0
  9. 2018年12月17日発売[30]、ISBN 978-4-06-513396-5
  10. 2019年4月17日発売[31]、ISBN 978-4-06-514449-7
  11. 2019年8月16日発売[32]、ISBN 978-4-06-515316-1
  12. 2020年1月17日発売[33]、ISBN 978-4-06-517663-4
  13. 2020年7月17日発売[34][35]、ISBN 978-4-06-519308-2 / ISBN 978-4-06-520648-5（特装版）
  14. 2020年12月17日発売[36]、ISBN 978-4-06-521479-4
  15. 2021年4月15日発売[37]、ISBN 978-4-06-522887-6
  16. 2021年8月17日発売[38]、ISBN 978-4-06-524555-2
  17. 2022年2月17日発売[39]、ISBN 978-4-06-526901-5
  18. 2022年9月16日発売[40]、ISBN 978-4-06-529131-3
  19. 2023年2月17日発売[41]、ISBN 978-4-06-530626-0
  20. 2023年8月17日発売[42]、ISBN 978-4-06-532192-8
  21. 2024年1月17日発売[43]、ISBN 978-4-06-532192-8
  22. 2024年6月17日発売[44]、ISBN 978-4-06-535784-2
  23. 2024年11月15日発売[45]、ISBN 978-4-06-537434-4
  24. 2025年4月16日発売[46]、ISBN 978-4-06-539095-5
  25. 2025年8月12日発売[47]、ISBN 978-4-06-540005-0

## テレビアニメ
Season1は、2021年4月12日から8月30日までNHK Eテレにて毎週月曜22時50分から23時15分に放送された。当初は2020年10月放送予定としていたが、新型コロナウイルスの感染拡大により制作スケジュールに影響が生じたため、放送開始時期が変更となった。第6回クランチロール・アニメアワード2022 ベスト・ドラマ賞を受賞した。
Season2は、2022年10月23日から2023年3月12日まで毎週日曜19時から19時25分に放送された。
Season3から第二部「現世編」となる。第2シリーズ最終回放送直後に制作が発表された。2025年10月4日よりNHK総合にて放送予定。

### スタッフ
|                               | Season1             | Season2             | Season3        |
| ----------------------------- | ------------------- | ------------------- | -------------- |
| 原作                          | 大今良時            | 大今良時            | 大今良時       |
| 総監督                        | N/A                 | N/A                 | 佐山聖子       |
| 監督                          | むらた雅彦          | 佐山聖子            | 横手颯太       |
| シリーズ構成・脚本            | 藤田伸三            | 藤田伸三            | 藤田伸三       |
| キャラクターデザイン          | 薮野浩二            | 薮野浩二            | 薮野浩二       |
| プロップデザイン              | 相澤楓              | 森木靖泰            | 未公表         |
| 美術監督                      | 渋谷幸弘            | 羽根広舟            | 未公表         |
| 美術設定                      | 藤瀬智康            | 椎野隆介            | 未公表         |
| 色彩設計                      | 福田由布子          | 梅崎ひろこ          | 未公表         |
| 撮影監督                      | 織田頼信            | 青木孝司            | 未公表         |
| 3DCG監督                      | 織田頼信            | 中島聡美            | 未公表         |
| 編集                          | 池田康隆            | 須藤瞳              | 未公表         |
| 音楽                          | 川﨑龍              | 川﨑龍              | 川﨑龍         |
| 音響監督                      | 高寺たけし          | 高寺たけし          | 高寺たけし     |
| プロデューサー                | 井石綾              | 加藤友梨            | 未公表         |
| アニメーション プロデューサー | 小沢十光            | 宮腰徹              | 未公表         |
| 制作統括                      | 坂田淳、八木雪子    | 坂田淳、八木雪子    | 未公表         |
| アニメーション制作            | ブレインズ・ベース  | ドライブ            | ドライブ       |
| アニメーション制作            | N/A                 | N/A                 | STUDIO MASSKET |
| 制作                          | NHKエンタープライズ | NHKエンタープライズ | 未公表         |
| 制作・著作                    | NHK                 | NHK                 | 未公表         |

### 楽曲
「PINK BLOOD」
宇多田ヒカルによるオープニングテーマ。作詞・作曲も宇多田ヒカル。
「Mediator」
浜渦正志作曲・編曲によるSeason1エンディングテーマ。
「Roots」
浜渦正志作曲・編曲によるSeason2エンディングテーマ。

### 評価
クランチロール・アニメアワード2024において、Season2が最優秀ドラマ作品賞にノミネートされた。

### 各話リスト
| 話数    | サブタイトル         | 絵コンテ          | 演出             | 作画監督                                                               | 総作画監督 | 初放送日        |         |         |         |         |         |         |         |         |         |         |         |         |         |         |         |         |         |         |
| Season1 | Season1              | Season1           | Season1          | Season1                                                                | Season1    | Season1         | Season1 | Season1 | Season1 | Season1 | Season1 | Season1 | Season1 | Season1 | Season1 | Season1 | Season1 | Season1 | Season1 | Season1 | Season1 | Season1 | Season1 | Season1 |
| ------- | -------------------- | ----------------- | ---------------- | ---------------------------------------------------------------------- | ---------- | --------------- | ------- | ------- | ------- | ------- | ------- | ------- | ------- | ------- | ------- | ------- | ------- | ------- | ------- | ------- | ------- | ------- | ------- | ------- |
| #1      | 最後のひとり         | むらた雅彦        | むらた雅彦       | 薮野浩二                                                               | -          | 2021年 4月12日  |         |         |         |         |         |         |         |         |         |         |         |         |         |         |         |         |         |         |
| #2      | おとなしくない少女   | むらた雅彦        | むらた雅彦       | 松本健太郎                                                             | -          | 4月19日         |         |         |         |         |         |         |         |         |         |         |         |         |         |         |         |         |         |         |
| #3      | 小さな進化           | むらた雅彦        | 山内東生雄       | 山川拓己                                                               | -          | 4月26日         |         |         |         |         |         |         |         |         |         |         |         |         |         |         |         |         |         |         |
| #4      | 大きな器             | 相澤伽月          | 山内東生雄       | 本多孝敏                                                               | -          | 5月3日          |         |         |         |         |         |         |         |         |         |         |         |         |         |         |         |         |         |         |
| #5      | 共にゆく人           | むらた雅彦        | むらた雅彦       | 薮野浩二 松本健太郎                                                    | -          | 5月10日         |         |         |         |         |         |         |         |         |         |         |         |         |         |         |         |         |         |         |
| #6      | 私たちの目的         | 勇夢              | 山内東生雄       | 渋谷一彦                                                               | -          | 5月17日         |         |         |         |         |         |         |         |         |         |         |         |         |         |         |         |         |         |         |
| #7      | 変わりたい少年       | むらた雅彦        | むらた雅彦       | 山川拓己                                                               | -          | 5月24日         |         |         |         |         |         |         |         |         |         |         |         |         |         |         |         |         |         |         |
| #8      | 怪物兄弟             | 後藤圭二          | 小川治人         | 松本健太郎                                                             | -          | 5月31日         |         |         |         |         |         |         |         |         |         |         |         |         |         |         |         |         |         |         |
| #9      | 深い記憶             | 大原実            | 山内東生雄       | 山川拓己 渋谷一彦                                                      | -          | 6月7日          |         |         |         |         |         |         |         |         |         |         |         |         |         |         |         |         |         |         |
| #10     | 新しい家族           | 後藤圭二          | ふじいたかふみ   | 相坂ナオキ                                                             | -          | 6月14日         |         |         |         |         |         |         |         |         |         |         |         |         |         |         |         |         |         |         |
| #11     | 過去からの贈り物     | むらた雅彦        | むらた雅彦       | 松本健太郎                                                             | -          | 6月21日         |         |         |         |         |         |         |         |         |         |         |         |         |         |         |         |         |         |         |
| #12     | 目覚め               | むらた雅彦        | むらた雅彦       | 薮野浩二                                                               | -          | 6月28日         |         |         |         |         |         |         |         |         |         |         |         |         |         |         |         |         |         |         |
| #13     | 高みへの意志         | むらた雅彦        | 大城美幸         | 西川絵奈 羽山賢二 川添政和                                             | -          | 7月12日         |         |         |         |         |         |         |         |         |         |         |         |         |         |         |         |         |         |         |
| #14     | 自由の島・ジャナンダ | 大宙征基          | 山内東生雄       | 渋谷一彦                                                               | -          | 7月19日         |         |         |         |         |         |         |         |         |         |         |         |         |         |         |         |         |         |         |
| #15     | トナリという名の少女 | 大宙征基          | 尾上皓紀         | 山川拓己                                                               | -          | 7月26日         |         |         |         |         |         |         |         |         |         |         |         |         |         |         |         |         |         |         |
| #16     | 子どもたちの夢       | むらた雅彦        | 山内東生雄       | 松本健太郎                                                             | -          | 8月2日          |         |         |         |         |         |         |         |         |         |         |         |         |         |         |         |         |         |         |
| #17     | 先覚者               | 大原実            | ふじいたかふみ   | 相坂ナオキ                                                             | -          | 8月9日          |         |         |         |         |         |         |         |         |         |         |         |         |         |         |         |         |         |         |
| #18     | 進み行くために       | 大宙征基          | 佐沼ケン         | 水竹修治 渋谷一彦                                                      | -          | 8月16日         |         |         |         |         |         |         |         |         |         |         |         |         |         |         |         |         |         |         |
| #19     | さまよう殺意         | むらた雅彦        | むらた雅彦       | 山川拓己 松本健太郎                                                    | -          | 8月23日         |         |         |         |         |         |         |         |         |         |         |         |         |         |         |         |         |         |         |
| #20     | 残響                 | むらた雅彦        | むらた雅彦       | 薮野浩二                                                               | -          | 8月30日         |         |         |         |         |         |         |         |         |         |         |         |         |         |         |         |         |         |         |
| Season2 |                      |                   |                  |                                                                        |            |                 |         |         |         |         |         |         |         |         |         |         |         |         |         |         |         |         |         |         |
| #1      | 転生する愛執         | 佐山聖子          | 浜田将太         | 中村和代 重松しんいち 蒼依ふたば 八木澤修平 熊谷哲矢                   | 木村友美   | 2022年 10月23日 |         |         |         |         |         |         |         |         |         |         |         |         |         |         |         |         |         |         |
| #2      | 鼓動する遺言         | 佐山聖子          | 田中貴大         | 吉田龍一郎 藤田正幸 牛ノ濱由惟 重松しんいち 熊谷哲矢                   | 前澤弘美   | 10月30日        |         |         |         |         |         |         |         |         |         |         |         |         |         |         |         |         |         |         |
| #3      | 待ち望まれた者       | 佐山聖子          | 渡辺正彦         | 杭新華 銭嘉瑜 熊谷哲矢                                                 | 木村友美   | 11月6日         |         |         |         |         |         |         |         |         |         |         |         |         |         |         |         |         |         |         |
| #4      | 視える青年           | 佐山聖子          | 曽根利幸         | 木村友美 小田真弓 重松しんいち 藤田正幸 熊谷哲矢                       | 青野厚司   | 11月13日        |         |         |         |         |         |         |         |         |         |         |         |         |         |         |         |         |         |         |
| #5      | 聖者の遠征           | 浜田将太          | 浜田将太         | 蒼依ふたば 中村和代 藤田正幸 八木澤修平 熊谷哲矢                       | 木村友美   | 11月20日        |         |         |         |         |         |         |         |         |         |         |         |         |         |         |         |         |         |         |
| #6      | 異端の徒             | 佐山聖子          | まつもとよしひさ | 山本恭平 桜井このみ 松下純子 福島喜晴 熊谷哲矢                         | 前澤弘美   | 11月27日        |         |         |         |         |         |         |         |         |         |         |         |         |         |         |         |         |         |         |
| #7      | 罪とゆるし           | 佐山聖子          | 田中貴大         | 小田真弓 重松しんいち Nyki 安達祐輔 熊谷哲矢                           | 木村友美   | 12月4日         |         |         |         |         |         |         |         |         |         |         |         |         |         |         |         |         |         |         |
| #8      | 夢の先               | 山川吉樹          | 渡辺正彦         | 南伸一郎 亀田朋幸 蒼依ふたば 中村和代 熊谷哲矢                         | 青野厚司   | 12月11日        |         |         |         |         |         |         |         |         |         |         |         |         |         |         |         |         |         |         |
| #9      | 拡がる意識           | 佐山聖子          | 吉田俊司         | 中澤勇一 亀田朋幸 大久保義之 南伸一郎 熊谷哲矢                         | 天﨑まなむ | 12月18日        |         |         |         |         |         |         |         |         |         |         |         |         |         |         |         |         |         |         |
| #10     | 共鳴                 | 佐山聖子          | 浅見松雄         | 森悦史 中島美子 白石悟 松下清志 熊谷哲矢                               | 前澤弘美   | 12月25日        |         |         |         |         |         |         |         |         |         |         |         |         |         |         |         |         |         |         |
| #11     | 肉の価値             | 浜田将太          | 渡辺正彦         | 飯飼一幸 清水勝祐 蒼依ふたば 熊谷哲矢                                  | 木村友美   | 2023年 1月8日   |         |         |         |         |         |         |         |         |         |         |         |         |         |         |         |         |         |         |
| #12     | ペールが秘めるもの   | 佐山聖子          | 佐山聖子         | 中村和代 飯飼一幸 亀田朋幸 重松しんいち 熊谷哲矢                       | 青野厚司   | 1月15日         |         |         |         |         |         |         |         |         |         |         |         |         |         |         |         |         |         |         |
| #13     | 賢者の正体           | 佐山聖子          | 佐沼ケン         | 藤崎真吾 古徳真美 今門卓也 杭新華 熊谷哲矢                             | 前澤弘美   | 1月22日         |         |         |         |         |         |         |         |         |         |         |         |         |         |         |         |         |         |         |
| #14     | 再生の朝             | 佐山聖子          | 吉田俊司         | 飯飼一幸 清水勝祐 蒼依ふたば 天﨑まなむ 熊谷哲矢                       | 前澤弘美   | 1月29日         |         |         |         |         |         |         |         |         |         |         |         |         |         |         |         |         |         |         |
| #15     | 摩耗する自我         | 浜田将太          | 渡辺正彦         | 大久保義之 中村和代 柳野龍男 飯飼一幸 亀田朋幸 熊谷哲矢                | 青野厚司   | 2月5日          |         |         |         |         |         |         |         |         |         |         |         |         |         |         |         |         |         |         |
| #16     | 不滅の三戦士         | 佐山聖子          | 佐山聖子         | 重松しんいち 清水勝祐 安達祐輔 蒼依ふたば 熊谷哲矢                     | 木村友美   | 2月12日         |         |         |         |         |         |         |         |         |         |         |         |         |         |         |         |         |         |         |
| #17     | 守りたいもの         | 山川吉樹 佐山聖子 | 吉田俊司         | 天﨑まなむ 柳野龍男 前澤弘美 重松しんいち 大久保義之 熊谷哲矢          | 青野厚司   | 2月19日         |         |         |         |         |         |         |         |         |         |         |         |         |         |         |         |         |         |         |
| #18     | 不死身の死           | 佐山聖子          | 浅見松雄         | 森悦史 中島美子 松下清志 木下由美子 扇多恵子 熊谷哲矢                  | 木村友美   | 2月26日         |         |         |         |         |         |         |         |         |         |         |         |         |         |         |         |         |         |         |
| #19     | そして日の出へ       | 佐山聖子          | 渡辺正彦         | Nyki 亀田朋幸 安達祐輔 aXisRae 飯飼一幸 熊谷哲矢                       | 天﨑まなむ | 3月5日          |         |         |         |         |         |         |         |         |         |         |         |         |         |         |         |         |         |         |
| #20     | 時代の終わり         | 佐山聖子          | 佐山聖子         | 中村和代 清水勝祐 蒼依ふたば 重松しんいち 前澤弘美 大久保義之 青野厚司 | 木村友美   | 3月12日         |         |         |         |         |         |         |         |         |         |         |         |         |         |         |         |         |         |         |

### BD / DVD
| 巻 | 発売日         | 収録話          | 規格品番     | 規格品番     |
| 巻 | 発売日         | 収録話          | BD限定版     | DVD限定版    |
| -- | -------------- | --------------- | ------------ | ------------ |
| 1  | 2021年8月25日  | 第1話 - 第6話   | ANZX-15351/2 | ANZB-15351/2 |
| 2  | 2021年10月27日 | 第7話 - 第12話  | ANZX-15353/4 | ANZB-15353/4 |
| 3  | 2021年12月22日 | 第13話 - 第20話 | ANZX-15355/6 | ANZB-15355/6 |

| 巻 | 発売日        | 収録話          | 規格品番   | 規格品番   |
| 巻 | 発売日        | 収録話          | BD限定版   | DVD限定版  |
| -- | ------------- | --------------- | ---------- | ---------- |
| 上 | 2023年4月26日 | 第1話 - 第10話  | ANZX-16291 | ANZB-16291 |
| 下 | 2023年7月26日 | 第11話 - 第20話 | ANZX-16293 | ANZB-16293 |

| NHK Eテレ 月曜 22:50 - 23:15         | NHK Eテレ 月曜 22:50 - 23:15 | NHK Eテレ 月曜 22:50 - 23:15 |
| 前番組                               | 番組名                       | 次番組                       |
| ------------------------------------ | ---------------------------- | ---------------------------- |
| SHIROBAKO                            | 不滅のあなたへ（Season1）    | -                            |
| NHK Eテレ 日曜 19:00 - 19:25         |                              |                              |
| ラブライブ!スーパースター!!（第2期） | 不滅のあなたへ（Season2）    | -                            |